# 馬代通
馬代通（ばだいどおり）は京都市内の南北の通りの一つ。

## 概要
佐井西通の西に位置し、北は北区衣笠西馬場町で氷室通につながり、南は中京区の太子道（新二条通）の南で天神川に突き当たる。全長約2.7km。
木辻通との交差点（木辻馬代）から丸太町通との交差点（馬代通丸太町）までは2車線道路である。
一条通（一条大路）以南は平安京右京の馬代小路（ばだいこうじ）に該当する。平安京の南北の大路小路としては西の恵止利小路と東の宇多小路の間に位置する。
「馬対」とも書いたといわれ、「和名抄」に見える葛野郡綿代郷（めてのごう）にちなむとされる。 
明治時代の地形図では、この小路が一条通の北側も含め里道として確認できる。上の下立売通との交点の西側には馬代町の町名（花園馬代町、西ノ京馬代町）が残っている。
昭和3年（1928年）、旧制京都第三中学校（現在の府立山城高校）の東側を通っていたことにちなむ旧名称「三中東道」から、新路線名「馬代通」に改称された。
一条通から仁和寺街道までの区間は、一条通の馬代通と西大路通の間が西行一方通行であることからその区間を迂回する経路の一部として市バス（京都市営バス）が通行する区間となっており、2014年3月からは、木辻通との交差点（木辻馬代）から仁和寺街道との交差点まで、市バスの路線が設定されている。

## 沿道の主な施設
- 立命館大学衣笠キャンパス
- 櫻谷文庫
- 洛星中学校・高等学校
- 島津アリーナ京都（京都府立体育館）
- 京都府立山城高等学校
- 洛陽総合高等学校
- 花園大学